# Trevico (Kampanien)

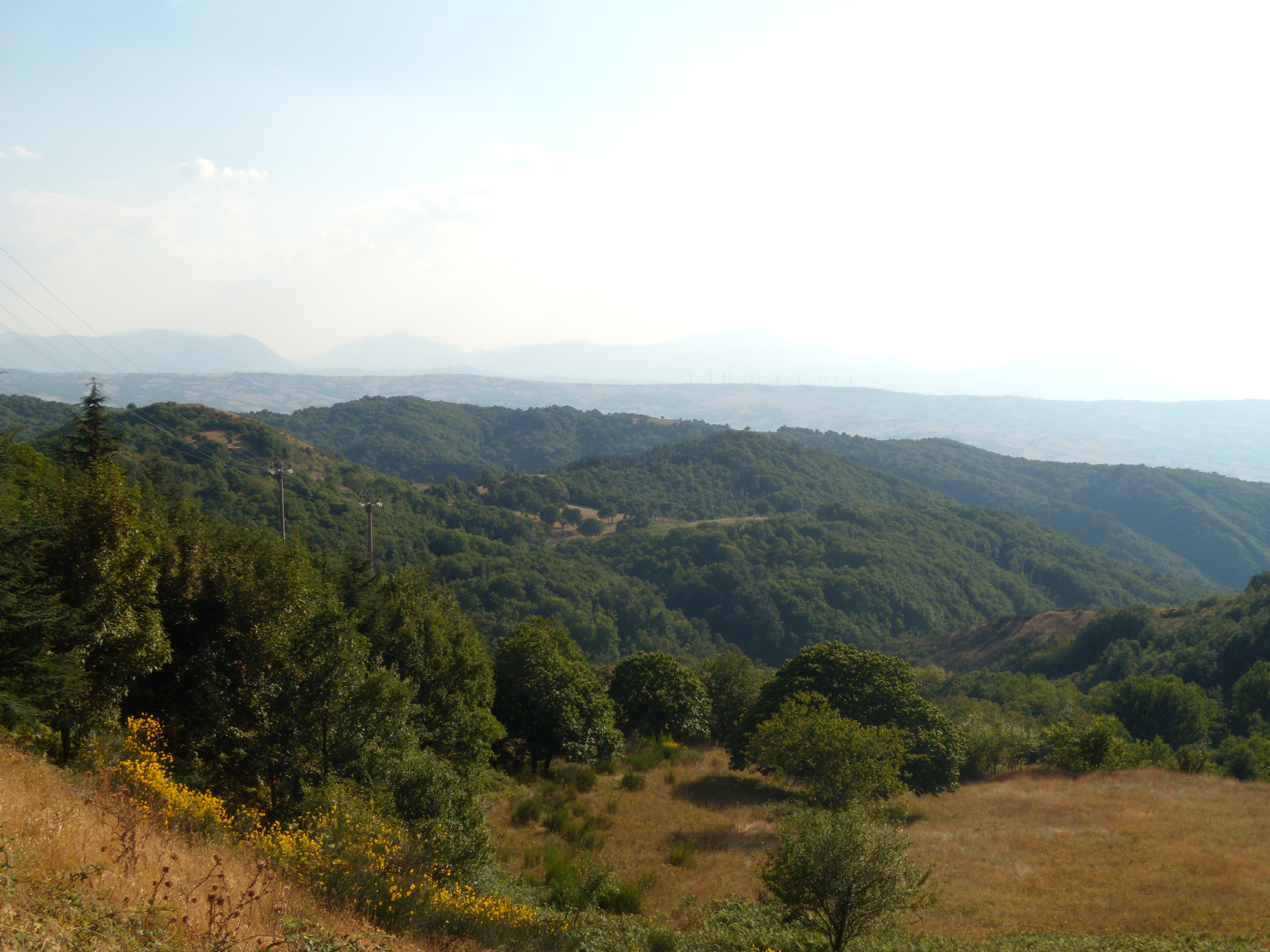
Landschaft in der Nähe von Trevico

Trevico ist eine italienische Gemeinde mit 826 Einwohnern (Stand 31. Dezember 2023) in der Provinz Avellino in der Region Kampanien. Sie ist Teil der Bergkommune Comunità Montana dell’Ufita.

## Geografie
Die Nachbargemeinden sind  Carife, Castel Baronia, San Nicola Baronia, San Sossio Baronia, Scampitella, Vallata und Vallesaccarda. Die Ortsteile sind Caprareccia, Farullo, Molini, Santa Lucia, Santa Marena, San Vito und Vecito.

## Söhne und Töchter der Gemeinde
- Ettore Scola (* 10. Mai 1931; † 19. Januar 2016), Filmregisseur und Drehbuchautor